# Tour de Baroncoli
Le Tour de Baroncoli (en italien : Torre di Baroncoli), est une ancienne tour située dans la commune de Calenzano (ville métropolitaine de Florence) en Toscane.

## Historique
C'est une construction inachevée, construite par Carlo Ginori (it) dit Il Vecchio (1473-1527) comme résidence rurale. Compte tenu de ses caractéristiques, le bâtiment aurait pu être conçu par Baccio d'Agnolo, qui réalisa de nombreux travaux pour la famille Ginori.
Cependant, selon d'autres sources, la Torre di Baroncoli ou Torre Digerini-Nuti appartenait très probablement au début à la famille Da Sommaia, tandis que dans le cadastre de la zone de 1427, le bâtiment semble être de Piero di Francesco di Ser Gino, l'un des fondateurs de la famille Ginori.
Le bâtiment est devenu la propriété de la famille Digerini-Nuti dans le cadre d'une dot et, en 1913, il a été déclaré d'une valeur artistique considérable.
Marcello Mannini dans son guide rapporte qu'à l'intérieur du bâtiment, on peut observer de nombreuses architraves et chapiteaux en pierre décorés et les armoiries de la famille Ginori et de la famille Bartolini à laquelle appartenait Cassandra, l'épouse de Carlo Ginori.
La tour est clairement visible depuis le château de Calenzano et est située à 220 m d'altitude au-dessus de la mer.

## Galerie

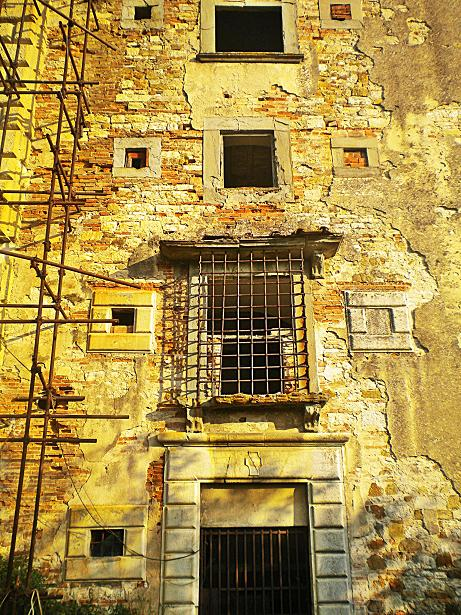
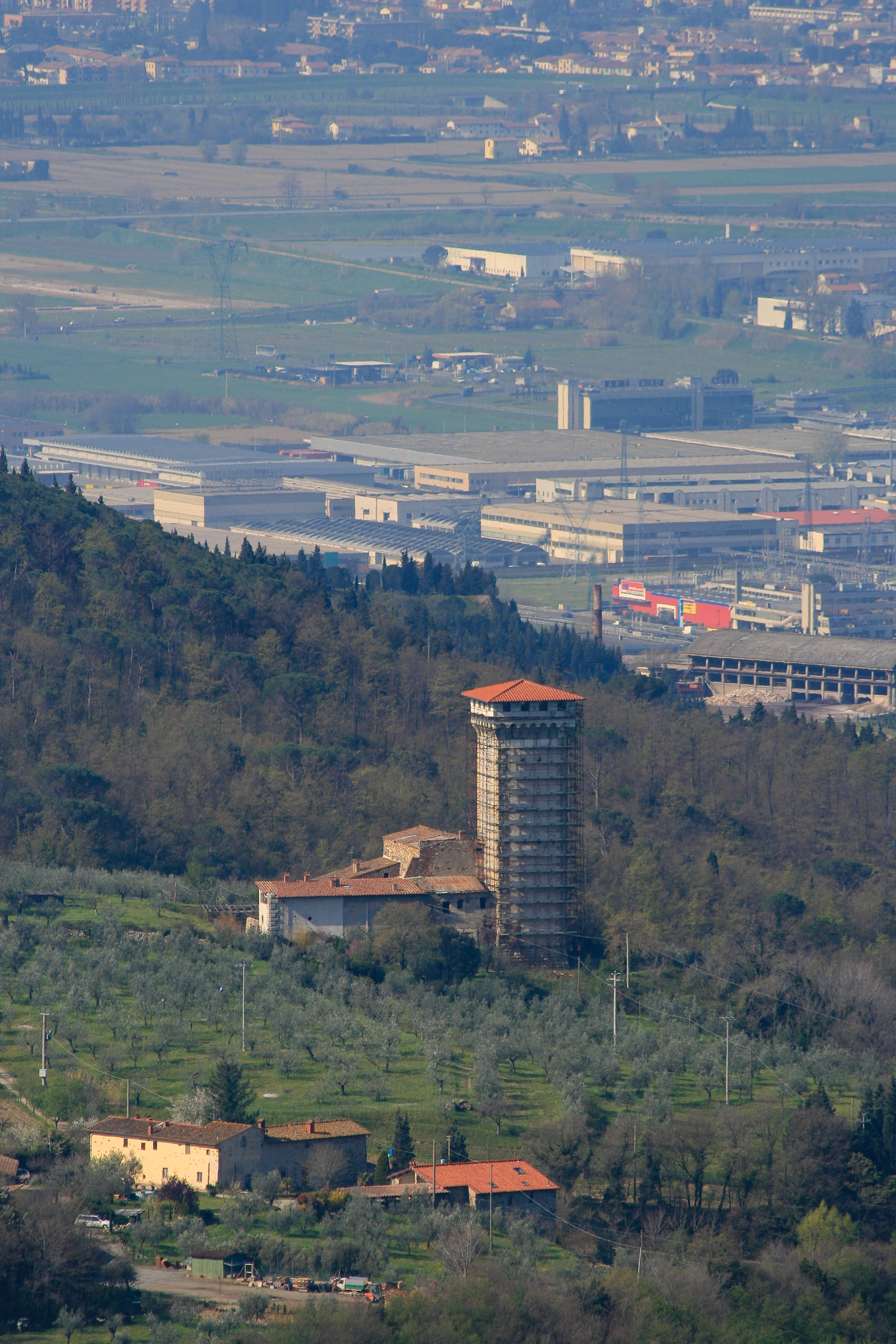